# Syconycteris
Syconycteris là một chi động vật có vú trong họ Dơi quạ, bộ Dơi. Chi này được Matschie miêu tả năm 1899. Loài điển hình của chi này là Macroglossus minimus var. australis Peters, 1867.

## Các loài
Chi này gồm các loài: